# George Byers
George Byers, né le 29 mai 1996 à Ilford, est un footballeur écossais qui évolue au poste de milieu de terrain au Port Vale.

## Biographie

### Carrière en club
Byers est issu de l'académie de Watford, qu'il a rejoint à l'âge de 7 ans. Il signe son premier contrat professionnel avec les Hornets le 12 mai 2014.
Le 17 janvier 2015, Byers fait ses débuts avec le club de la banlieue nord-ouest de Londres, à l'occasion d'un match contre le Charlton Athletic en deuxième division.
Le 11 juillet 2016, Byers rejoint Swansea City, qui évolue alors en Premier League comme Watford, avec qui le jeune écossais a choisi de ne pas prolonger son contrat. Il fait ses débuts avec le club gallois le 28 août 2018, lors d'une défaite 1-0 contre Crystal Palace en EFL Cup.
Titulaire régulier de Swansea en Championship jusqu'alors, George Byers doit faire face à une série de blessure qui le maintiennent hors des terrains pendant la majeure partie de l'année 2020. Ainsi Byers rejoint l'équipe de Portsmouth en League One le 23 janvier 2021 sous forme de prêt, afin de se relancer,.
Le 1er février 2024, il rejoint Blackpool, sous forme de prêt.
Le 9 juillet 2024, il rejoint Port Vale.

### Carrière en sélection
Byers est international écossais, notamment avec les moins de 17 ans.

## Palmarès

### En club
- Portsmouth
  - Finaliste de l'EFL Trophy en 2020